# Copa das Nações da OFC de 1973
A edição da Copa das Nações da OFC de 1973 foi a primeira edição de um campeonato de seleções organizado na Oceania. Essa edição da Copa foi sediada pela Nova Zelândia em fevereiro de 1973. Foi vencida pela seleção anfitriã, que venceu o Taiti na final por 2 x 0.

## Times participantes
- Fiji
- Nova Caledônia
- Novas Hébridas
- Nova Zelândia
- Taiti

## Primeira Fase

### Jogos
| 17 de fevereiro de 1973 | Taiti             | 2 – 1 | Nova Caledônia | Newmarket Park, Auckland Público: Árbitro: Delahunty NZL |
|                         | Bennett · Tumahai |       | Mandin         |                                                          |

| 17 de fevereiro de 1973 | Nova Zelândia                          | 5 – 1 | Fiji     | Newmarket Park, Auckland Público: Árbitro: Nakagawa NCL |
|                         | Turner · Taylor · Brand · Bland · Vest |       | Vakatawa |                                                         |

| 18 de fevereiro de 1973 | Novas Hébridas | 1 – 4 | Nova Caledônia          | Newmarket Park, Auckland Público: Árbitro: Tahuaitu TAH |
|                         | Dupuy          |       | Hmae · Wayewol · Wacapo |                                                         |

| 18 de fevereiro de 1973 | Taiti   | 1 – 1 | Nova Zelândia | Newmarket Park, Auckland Público: Árbitro: Raman FIJ |
|                         | Bennett |       | Vest          |                                                      |

| 20 de fevereiro de 1973 | Fiji | 0 – 2 | Nova Caledônia | Newmarket Park, Auckland Público: Árbitro: Chaudet VAN |
|                         |      |       | Wayewol        |                                                        |

| 20 de fevereiro de 1973 | Novas Hébridas | 0 – 0 | Taiti | Newmarket Park, Auckland Público: Árbitro: Nakagawa NCL |
|                         |                |       |       |                                                         |

| 21 de fevereiro de 1973 | Novas Hébridas   | 2 – 1 | Fiji     | Newmarket Park, Auckland Público: Árbitro: Delahunty NZL |
|                         | Saurei · Valette |       | Kurivitu |                                                          |

| 21 de fevereiro de 1973 | Nova Zelândia     | 2 – 1 | Nova Caledônia | Newmarket Park, Auckland Público: Árbitro: Chaudet VAN |
|                         | Marley · Latimour |       | Xowie          |                                                        |

| 23 de fevereiro de 1973 | Fiji | 0 – 4 | Taiti                                      | Newmarket Park, Auckland Público: Árbitro: Nakagawa NCL |
|                         |      |       | Carrara · Ng Fok · Malinowski · de Marigny |                                                         |

| 23 de fevereiro de 1973 | Nova Zelândia            | 3 – 1 | Novas Hébridas | Newmarket Park, Auckland Público: Árbitro: Tahuaitu TAH |
|                         | Bland · Hardman · Marley |       | Valette        |                                                         |

### Classificação
| Pos | Seleção        | Pts | J | V | E | D | G    | SG  |
| --- | -------------- | --- | - | - | - | - | ---- | --- |
| 1   | Nova Zelândia  | 7   | 4 | 3 | 1 | 0 | 11:4 | 7   |
| 2   | Taiti          | 6   | 4 | 2 | 2 | 0 | 7:2  | 5   |
| 3   | Nova Caledônia | 4   | 4 | 2 | 0 | 2 | 8:5  | 3   |
| 4   | Novas Hébridas | 3   | 4 | 1 | 1 | 2 | 4:8  | -4  |
| 5   | Fiji           | 0   | 4 | 0 | 0 | 4 | 2:13 | -11 |

## Disputa do terceiro lugar
| 24 de fevereiro de 1973 | Nova Caledônia | 2 – 1 | Novas Hébridas | Newmarket Park, Auckland Público: Árbitro: Tahuaitu TAH |
|                         | Delmas · Xowie |       | Galinie        |                                                         |

## Final
| 24 de fevereiro de 1973 | Nova Zelândia   | 2 – 0 | Taiti | Newmarket Park, Auckland Público: Árbitro: Chaudet VAN |
|                         | Taylor · Marley |       |       |                                                        |

## Artilheiros
- Segin Wayewol (3 gols)
- Alan Marley (3 gols)

| Campeão da Copa das Nações da OFC de 1973 |
| ----------------------------------------- |
| Nova Zelândia Primeiro título             |